# 598 Октавија
598 Октавија (енгл. 598 Octavia) је астероид главног астероидног појаса са пречником од приближно 72,33 .
Афел астероида је на удаљености од 3,445 астрономских јединица (АЈ) од Сунца, а перихел на 2,077 АЈ.
Ексцентрицитет орбите износи 0,247, инклинација (нагиб) орбите у односу на раван еклиптике 12,226 степени, а орбитални период износи 1676,507 дана (4,590 године).
Апсолутна магнитуда астероида је 9,53 а геометријски албедо 0,052.
Астероид је откривен 13. априла 1906. године.